# デビー・ムーア (1959年生)
デビー・ムーア（Davey Moore、1959年6月9日 - 1988年6月2日）は、アメリカ合衆国の男性プロボクサー。ニューヨーク州ニューヨーク市ブロンクス区出身。元WBA世界スーパーウェルター級王者。

## 来歴
1959年6月9日、同名のプロボクサーデビー・ムーアがWBA世界フェザー級王座在位中に生まれた。
1980年11月1日、プロデビューし、6回判定勝ち。
1982年2月2日、9戦目で世界王座初挑戦。WBA世界スーパーウェルター級王者三原正に東京都体育館にて挑戦し、6回0分53秒KO勝ちで世界王座を獲得した。同王座はチャーリー・ウェイナー、アユブ・カルレ、ゲイリー・ガイデンを相手に3度の防衛に成功した。
1983年6月16日、4度目の防衛戦でロベルト・デュランと対戦し、8回TKO負けで王座から陥落した。この日はデュランの32歳の誕生日だった。
1984年7月14日、元世界3階級王者ウィルフレド・ベニテスと対戦し、2回KO勝ち。
1986年8月24日、IBF世界スーパーウェルター級王者バスター・ドレイトンに挑戦し、10回TKO負けで王座獲得ならず。
1987年4月6日、次戦でWBC世界スーパーウェルター級王者となったルペ・アキノと対戦し、5回TKO負け。
1987年7月21日、のちの世界2階級王者ジョン・デビッド・ジャクソンと対戦し、10回判定負け。
1988年4月30日、ゲリー・コーターズと対戦し、6回TKO勝ち。この試合が生涯最後の試合となり、6月2日に事故死した。28歳没。

## 獲得タイトル
- WBA世界スーパーウェルター級王座（防衛3度）